# فريجة
افريجة هي جماعة قروية في إقليم تارودانت بجهة سوس ماسة جنوب المغرب. وهي تضم 8792 نسمة، حسب الإحصاء العام للسكان والسكنى لسنة 2014.

## دواوير الجماعة

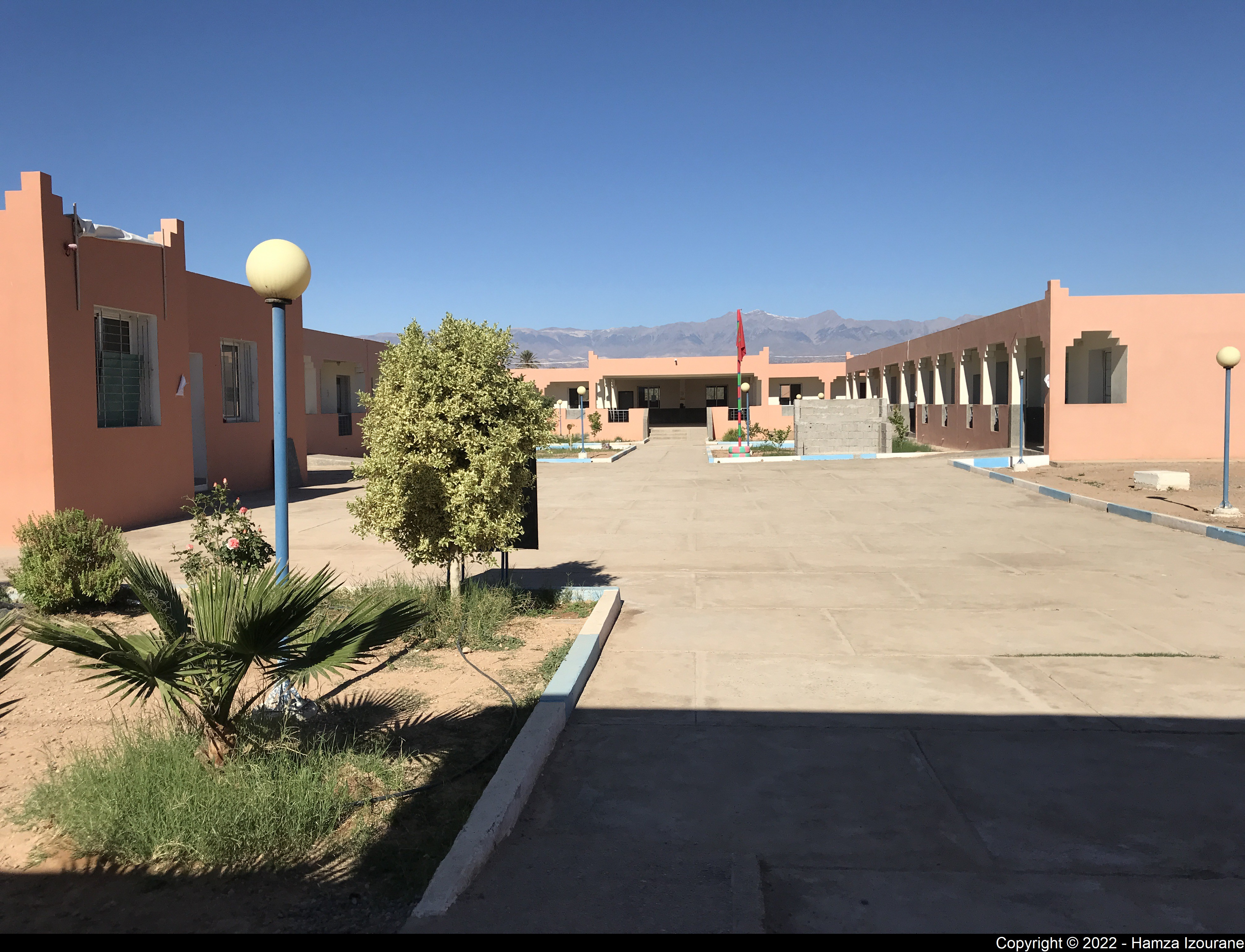
إعدادية افريجة

- دوار افريجة
- دوار أولاد عجال
- دوار أولاد مسعود
- دوار زاوية سيدي بنور
- دوار زاوية دبداب
- دوار أيت حمو
- دوار زاوية سكرات
- دوار أمل النجاح
- دوار الركادة
- دوار زاوية سيدي صالح

## التعليم
قائمة المؤسسات التعليمية في جماعة افريجة:
- مجموعة مدارس المرابطين (المركزية: افريجة / الوحدات: أولاد عجال - أولاد مسعود)
- مجموعة مدارس أولاد أحمد (المركزية: أولاد أحمد / الوحدات: تعاونية الأمل - أيت حمو - الركادة  - زاوية دبداب - زاوية سكرات)
- إعدادية افريجة

## الصحة
تتوفر جماعة افريجة على مركز صحي قروي من المستوى الأول.

## النقل والطرق
تقوم شركة حافلات الكرامة بتشغيل الخط رقم 4 الرابط بين أرزان وتارودانت، وهو خط يمر بمجموعة من الدواوير التابعة لجماعة افريجة.